# Saint-Martin-Laguépie
Saint-Martin-Laguépie is een gemeente in het Franse departement Tarn (regio Occitanie) en telt 401 inwoners (1999). De plaats maakt deel uit van het arrondissement Albi.

## Geografie
De oppervlakte van Saint-Martin-Laguépie bedraagt 21,7 km², de bevolkingsdichtheid is 18,5 inwoners per km².
De onderstaande kaart toont de ligging van Saint-Martin-Laguépie met de belangrijkste infrastructuur en aangrenzende gemeenten.

## Demografie
Onderstaande figuur toont het verloop van het inwonertal (bron: INSEE-tellingen).